# Selama (Hargewein)
Selama (imię świeckie Gebre Silassie Hargewein, ur. 1941 w regionie Tigraj) – duchowny Etiopskiego Kościoła Ortodoksyjnego, od 2015 arcybiskup Wschodniego Hararu.

## Życiorys
Sakrę otrzymał 26 sierpnia 2005 jako biskup Aksum. W 2015 został mianowany arcybiskupem Wschodniego Hararu.